# Griséofulvine
La griséofulvine est un antifongique utilisé comme médicament et administré uniquement par voie orale chez l'homme et chez l'animal pour traiter les dermatophytoses étendues sur la peau et les phanères (ongles, poils, cheveux). Elle est synthétisée par certaines souches de Penicillium griseofulvum, une moisissure à partir de laquelle elle a été isolée en 1939. 
Ce médicament agit en se liant à la kératine pour former un complexe qui remplace progressivement la kératine seule. Les dermatophytes, qui se nourrissent de kératine, absorbent ce complexe, permettant à la griséofulvine de se lier à la tubuline de leur cellule, ce qui altère la formation des microtubules et bloque la mitose.
À forte dose, la griséofulvine peut être cancérogène et affecter la fertilité du patient. Les effets secondaires les plus courants sont des troubles du sommeil, des étourdissements, des céphalées ainsi que, parfois, des rhumatismes.
La griséofulvine pourrait également présenter un effet anti-prolifératif sur certaines cellules cancéreuses et inhiber la croissance tumorale chez des souris athymiques. In vitro, l'apoptose induite pour les cellules cancéreuses n'a pas été observée pour les cellules saines,,.
Elle fait partie de la liste des médicaments essentiels de l'Organisation mondiale de la santé (liste mise à jour en avril 2013).